# Osborne Village
Osborne Village est un quartier de Winnipeg, Manitoba (Canada). Son nom vient d’Osborne Street, une rue sur la route 62, qui traverse le centre de la zone du village.